# Sant Florià
Sant Florià de Lorch (Florianus) (mort ca. 304) és un sant cristià, màrtir, la festivitat del qual se celebra el 4 de maig. Té molta devoció a l'Europa Central, on és patró de diversos llocs com Linz, l'Alta Àustria o Polònia (amb altres sants). També és en aquesta regió el patró dels bombers.

## Biografia
Va viure en temps de l'emperador Dioclecià i era comandant de l'exèrcit imperial de Baviera, a més de responsable de les brigades de bombers.
Els romans lluitaven llavors contra l'expansió del cristianisme i hi van enviar el cònsol Aquilí amb aquesta missió. Aquest proposà a Florià que oferís un sacrifici als déus romans; Florià, ja convertit al cristianisme, no volgué fer-ho, essent torturat amb garrotades i foc. Finalment, va ser mort lligant-li una mola al coll i llençant-lo a les aigües del riu Enns.

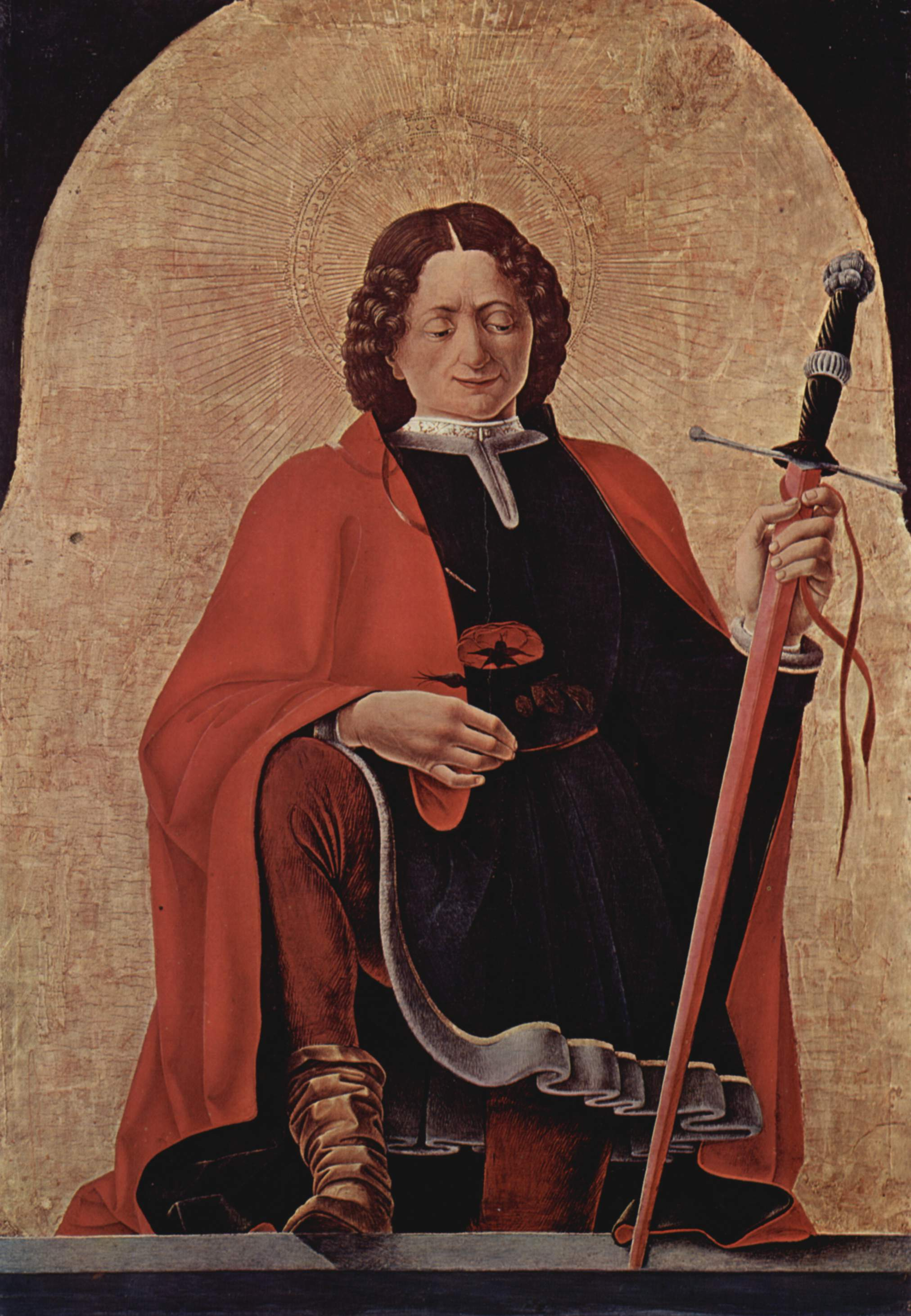
Sant Florià, per Francesco del Cossa, 1473 (Bolonya, San Petronio).
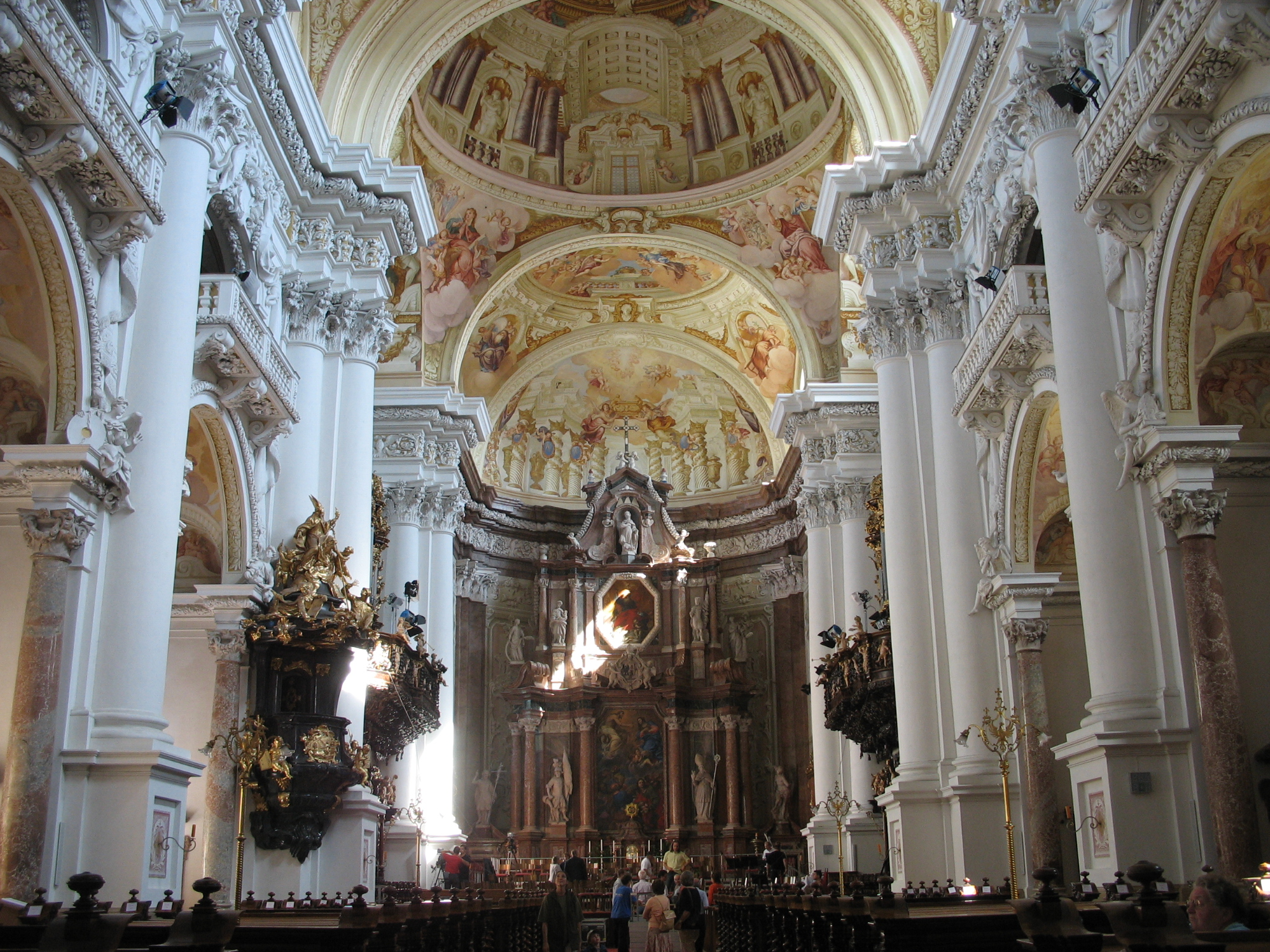
Nau de la basílica de Sankt Florian, a l'abadia del mateix nom (Àustria).
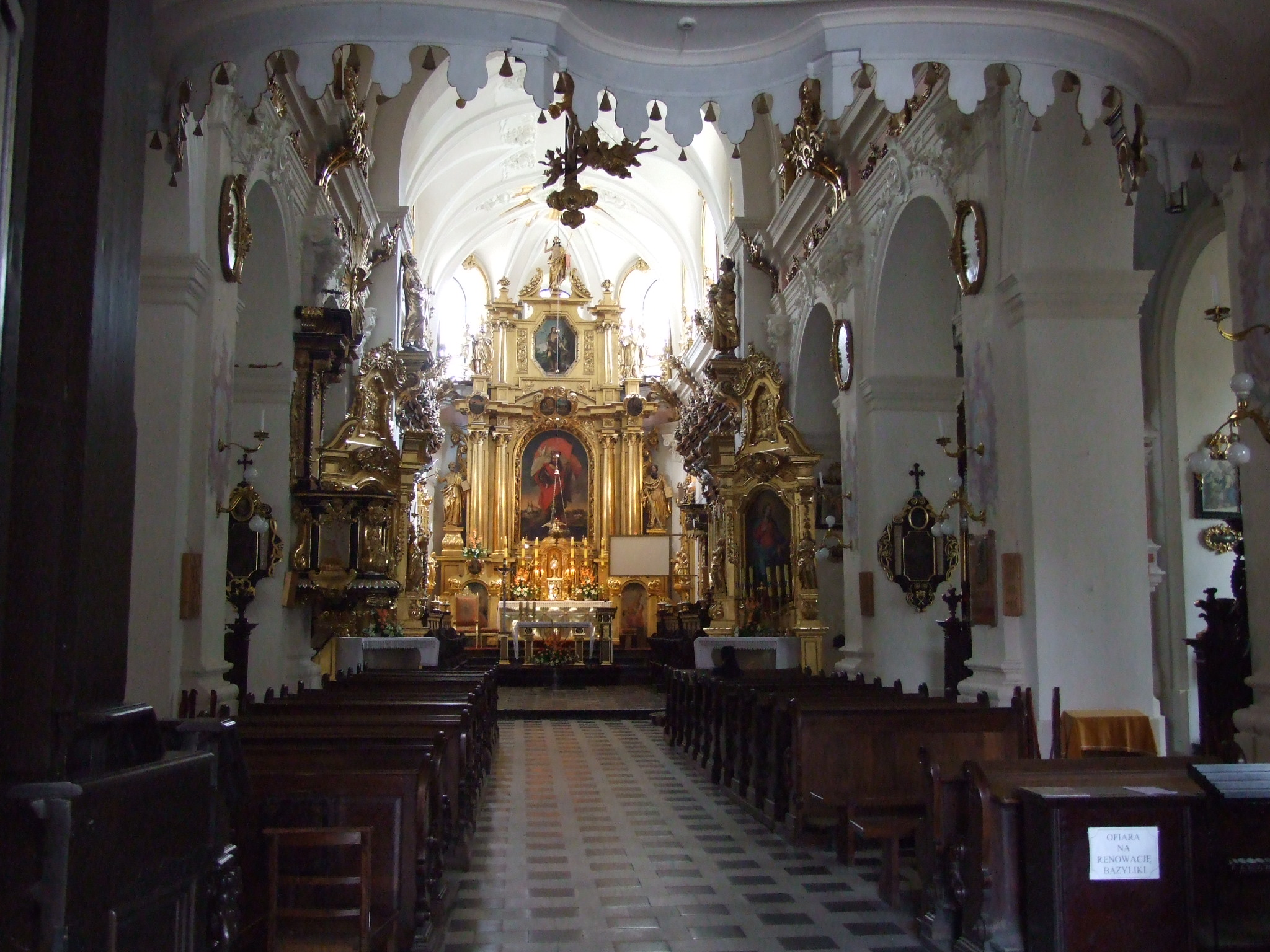
Nau de l'església de Sant Florià a Cracòvia, amb l'altar on n'hi ha les relíquies.

## Veneració
Una visió revelà el lloc on es trobava el seu cos i va ser enterrat. La tradició diu que al lloc on més tard va aixecar-s'hi l'abadia de Sankt Florian, prop de Linz (Àustria), al voltant de la qual va créixer després l'actual ciutat. Posteriorment, el 1138, les relíquies van ser traslladades a Roma i, d'allí, enviades a Polònia, on van ser dipositades a l'església de Sant Florià (Kościół św. Floriana) de Cracòvia, on es veneren.
S'invoca el sant contra els incendis i les inundacions. La llegenda diu que va extingir un incendi només amb una galleda d'aigua.

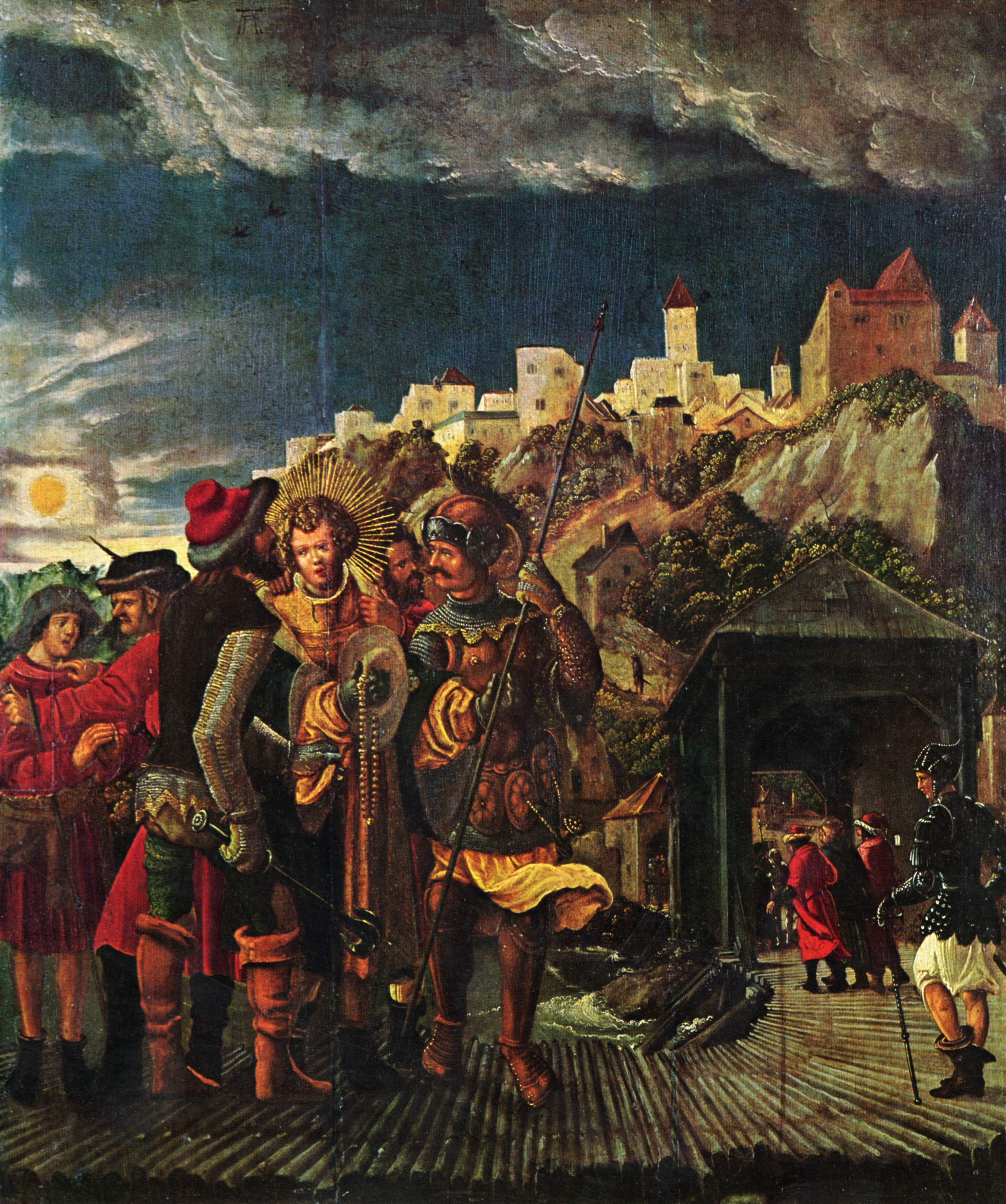
Detenció del sant (Nuremberg, Germanisches Nationalmuseum)
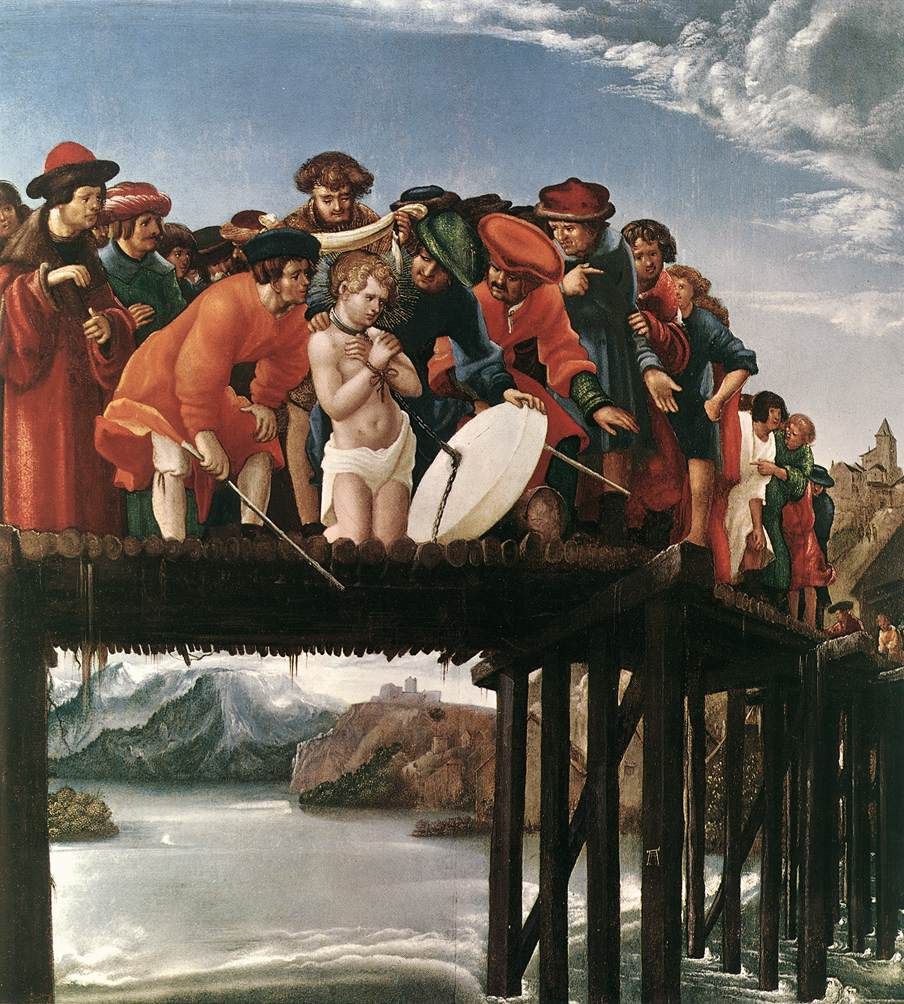
Martiri del sant (Florència, Uffizi)
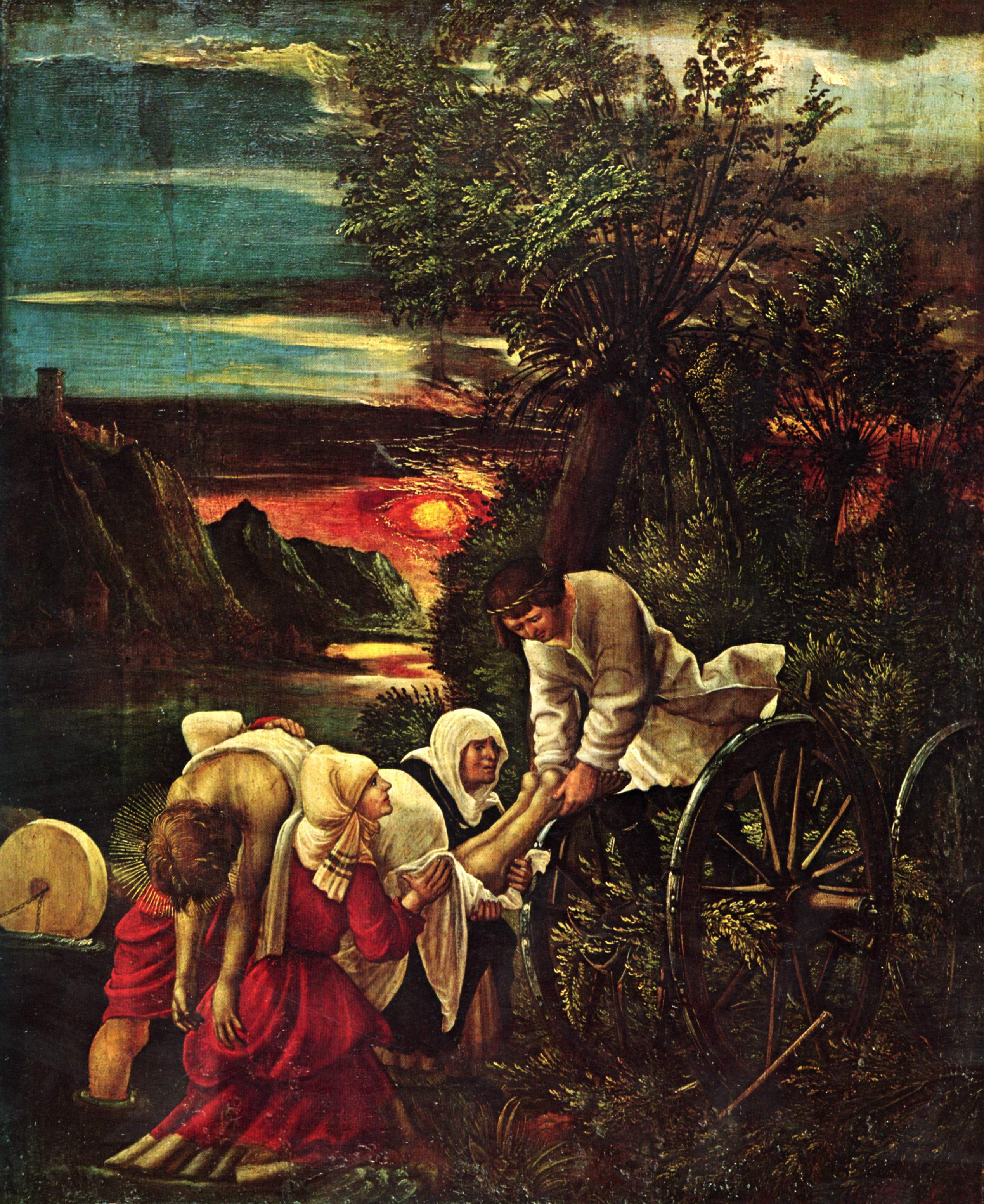
Troballa del cos (Nuremberg, Germanisches Nationalmuseum)